# Bobby Deglané
Roberto Deglané Rodríguez-Portocarrero, més conegut com a Bobby Deglané (Iquique, 18 de novembre de 1905 – Madrid, 20 d'agost de 1983) va ser un locutor xilè amb gran èxit a Espanya.
Va arribar a la ràdio espanyola el 1934 com a animador dels combats de catch a Barcelona i a Madrid (Circo Price). Durant la Guerra Civil va treballar com a reporter gràfic, fent fotografies especialment a la batalla de Terol des del costat de l'exèrcit sublevat.
Va ser el creador dels programes-espectacle en la radiofonia espanyola, especialment el mític Cabalgata fin de semana, des de 1951 i Carrusel Deportivo el 1954. Aquest any va rebre un Premi Ondas per la seva tasca d'animador de programes. Va participar també en pel·lícules com a Historias de la radio, de José Luis Sáenz de Heredia.
El 1961 des dels micròfons de Radio España, va ser un dels principals artífexs de la caravana de socors a les víctimes de les greus inundacions que van ocórrer a Sevilla el 25 de novembre de 1961. Aquesta campanya va ser coneguda com a Operació Clavell. El Ministeri de Marina d'Espanya li atorgà la Creu del Mèrit Naval el 1965
El 1967 es va nacionalitzar ciutadà espanyol. Va morir a Madrid el 1983 a causa del procés limfàtic irreversible que sofria i està enterrat en la localitat d'Arenas de San Pedro.